# Frank Pfütze
Frank Pfütze, né le 15 janvier 1959 à Rostock (Allemagne de l'Est) et mort le 20 janvier 1991 à Berlin (Allemagne), est un nageur est-allemand, spécialiste des courses de nage libre.

## Carrière
Frank Pfütze est médaillé d'or aux championnats d'Europe de natation 1974 à Vienne en 1 500 mètres nage libre. Il est médaillé de bronze en 400 mètres nage libre aux championnats du monde de natation 1975 et aux championnats d'Europe de natation 1977.
Pfütze fait partie du relais est-allemand médaillé d'argent du 4×200 mètres nage libre aux Jeux olympiques de 1980 à Moscou.

## Palmarès

### Championnats d'Europe
- Championnats d'Europe 1974 à Vienne (Autriche) :
  -  Médaille d'or du 1 500 m nage libre.
- Championnats d'Europe 1977 à Jönköping (Suède) :
  -  Médaille de bronze du 400 m nage libre.
  -  Médaille de bronze du relais 4 × 200 m nage libre.